# Heidenhübelstein

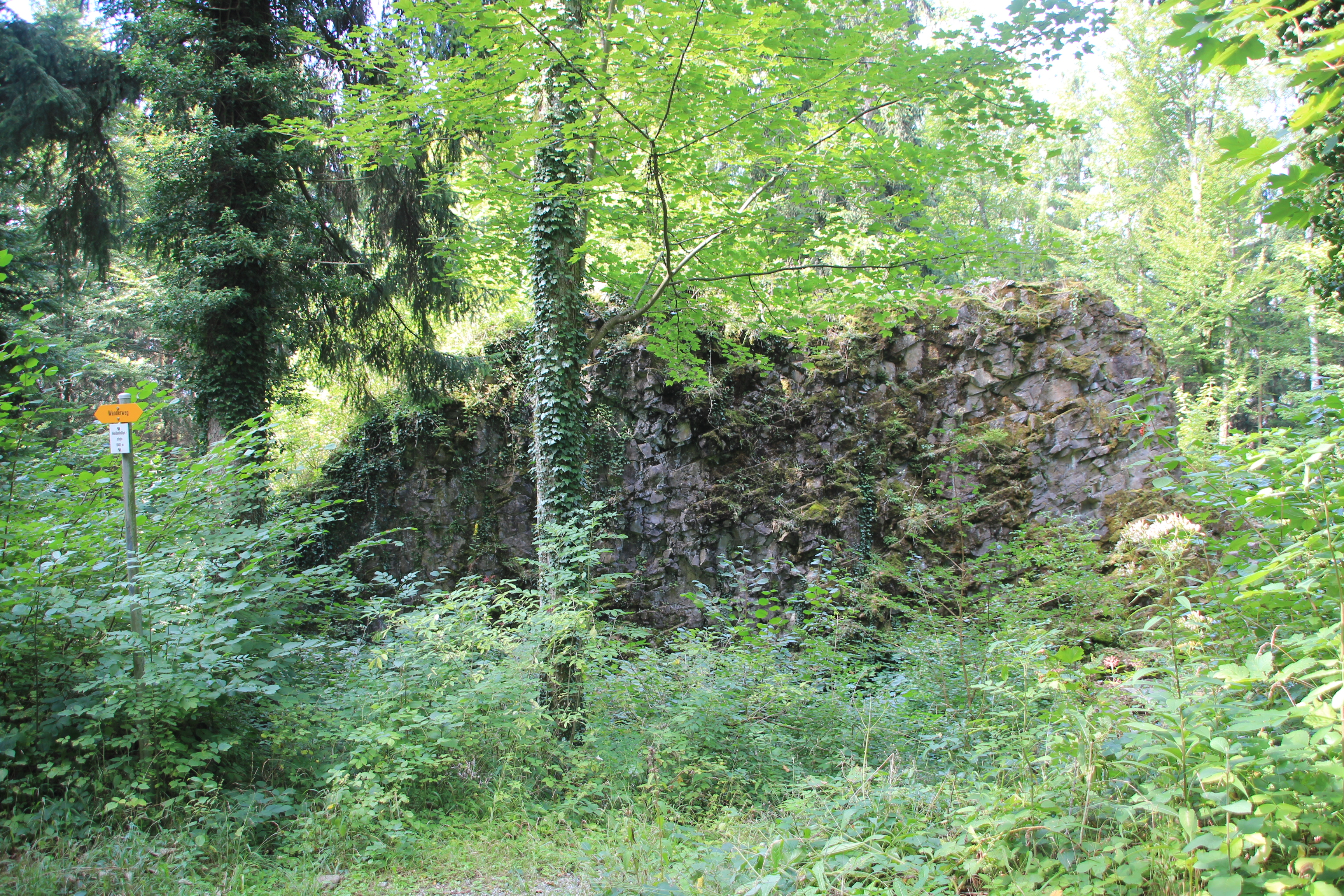
Der Heidenhübelstein vom Wanderweg aus

Der Heidenhübelstein ist ein Findling im Kanton Aargau in der Schweiz. Er liegt auf einer Höhe von 640 m ü. M. im Südosten des Dorfes Sarmenstorf im Wald neben einem Wanderweg. Er ist vom Dorfzentrum aus in etwa zehn Minuten zu erreichen.
Sein Volumen beträgt ca. 1000 m³. Mit den Ausmassen von rund 18 m Länge und je 6 m Breite und Höhe ist er einer grössten Findlinge des Kantons.
Der Heidenhübelstein wurde wohl vom Reussgletscher während der letzten Eiszeit vor 10'000 Jahren hinterlassen. Er besteht aus alpinem Kieselkalk, was selten ist; die meisten Findlinge bestehen aus Granit oder Nagelfluh.
Der Stein ist mit Gesträuch bewachsen, aber für trittsichere Besucher gut zu erklettern. Neben dem Stein steht ein Tisch zum Picknicken, daneben ist eine Feuerstelle eingerichtet.

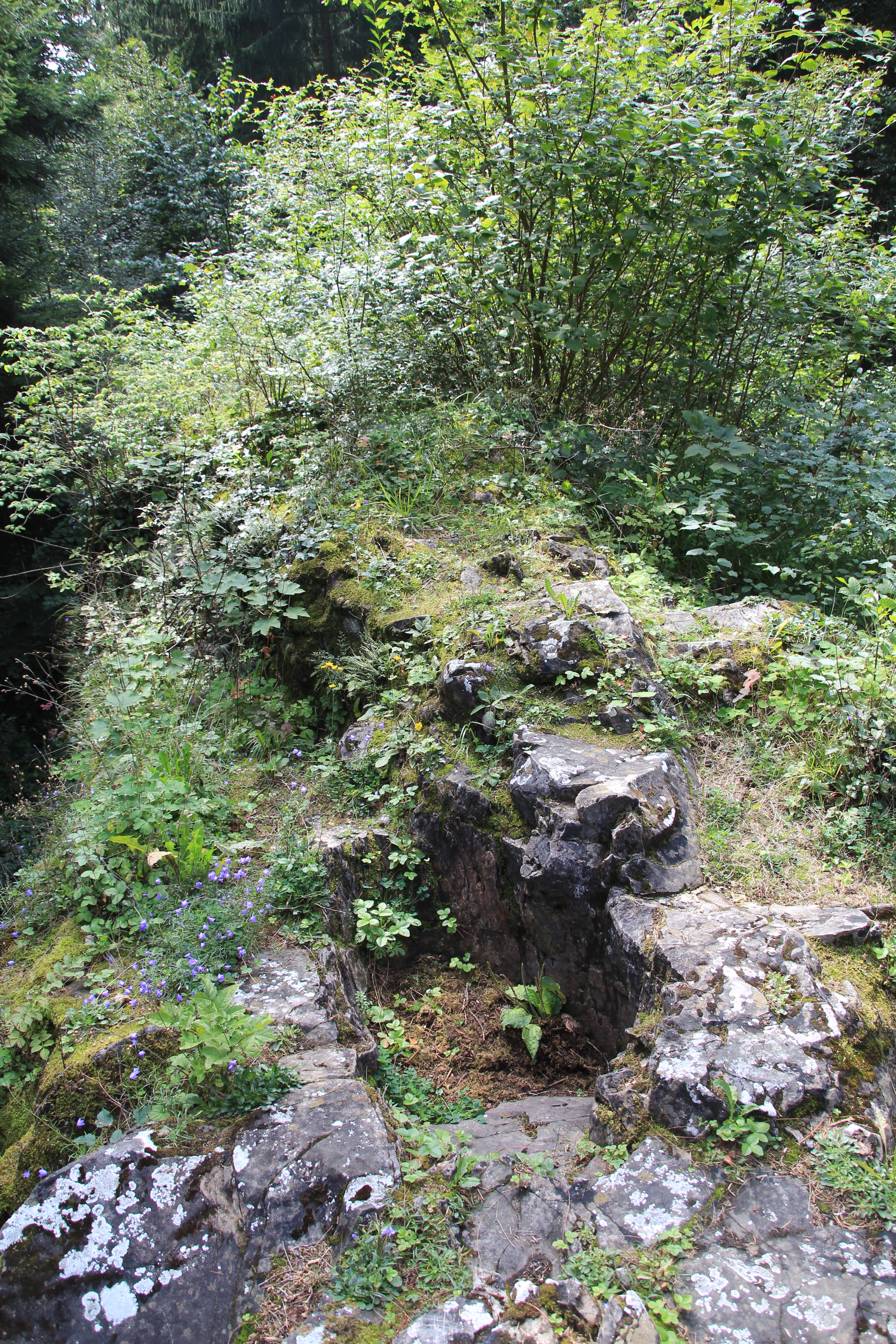
Oberfläche
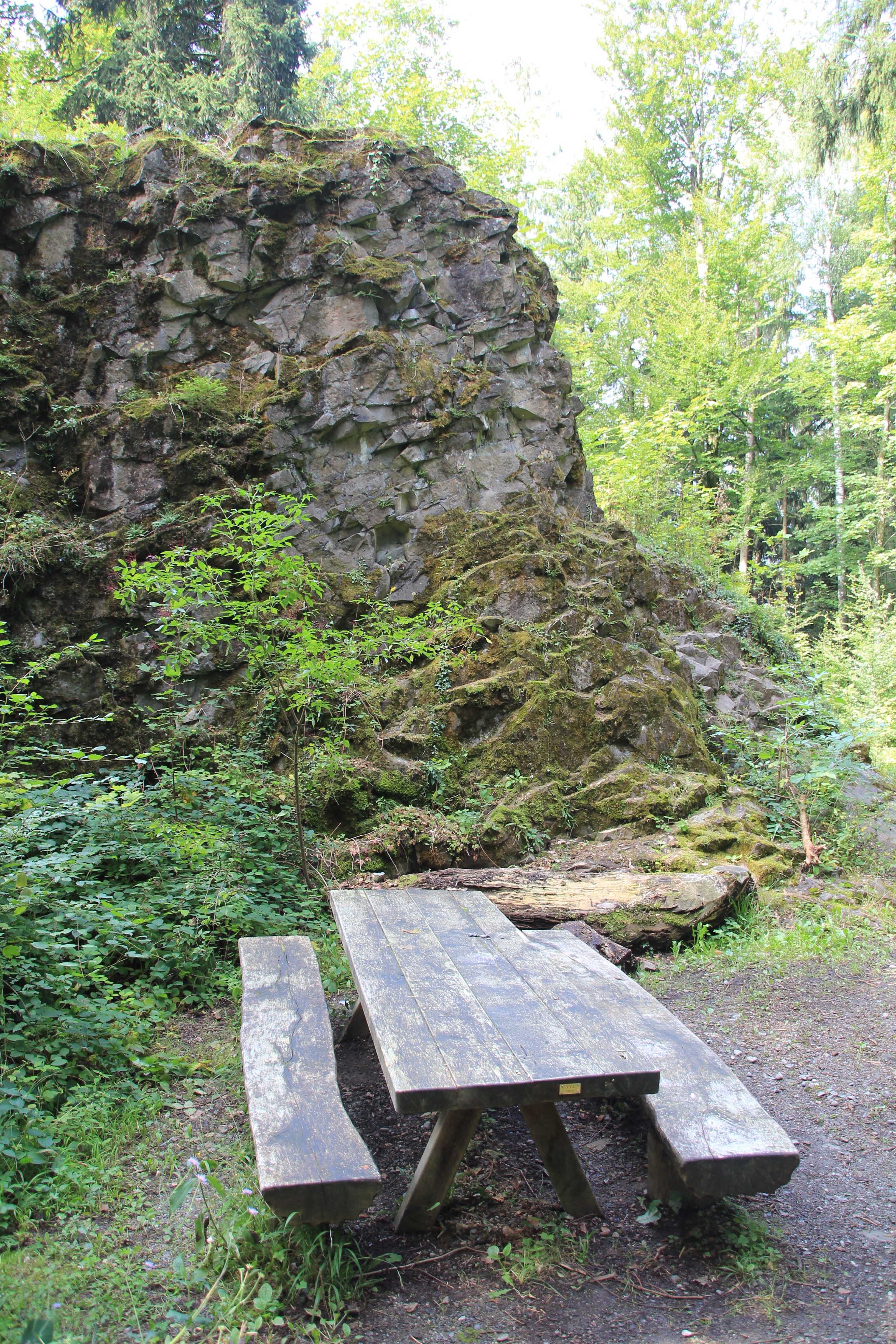
Picknicktisch
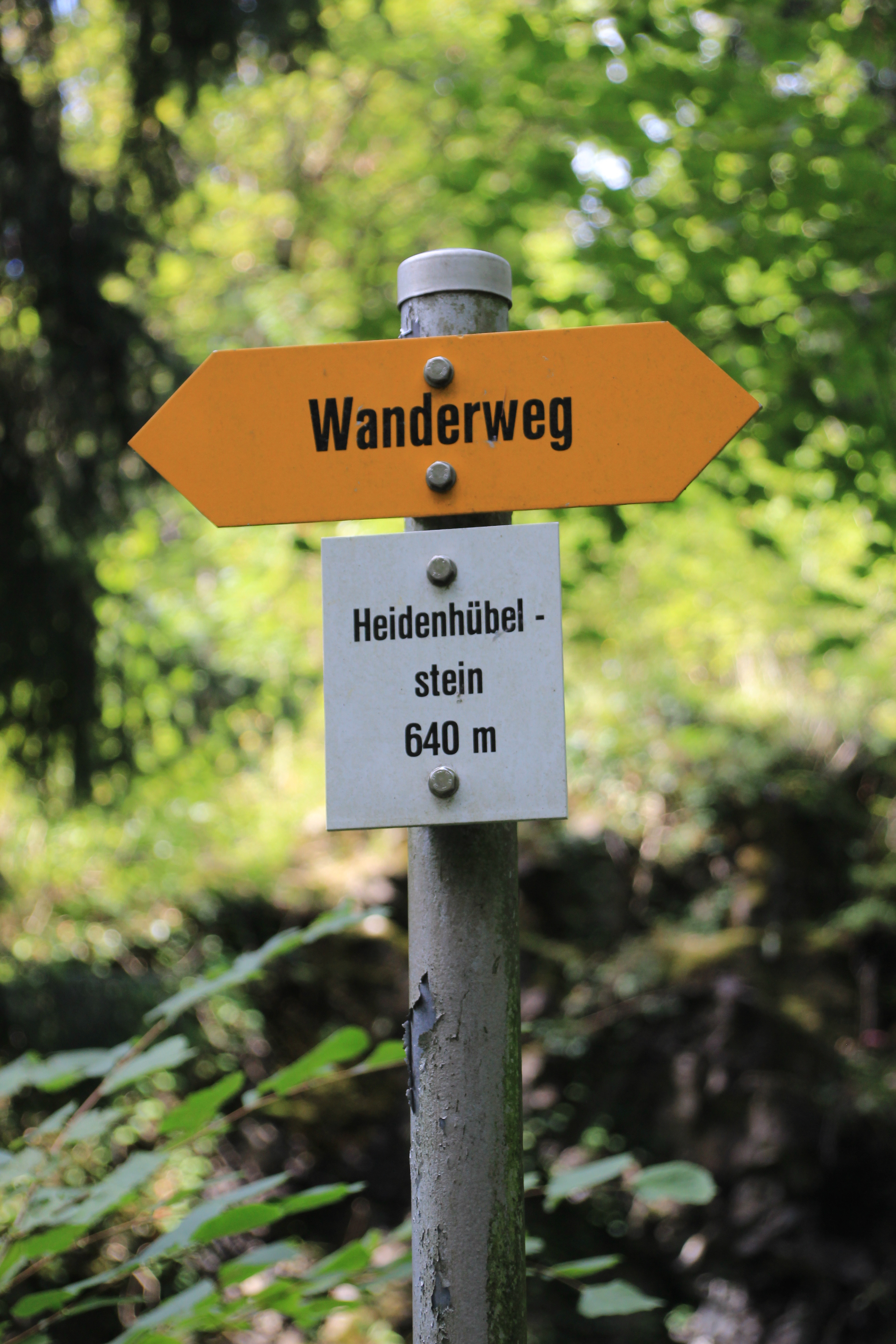
Wegweiser am Wanderweg